# Infernal (zespół muzyczny)
Infernal – duński zespół muzyczny, założony w 1997 roku przez Linę Rafn, Pawa Lagermanna i Sørena Haarha, który opuścił grupę w 2000 roku.

## Historia

### 1997–2003: Początki istnienia, pierwsze płyty
Infernal został założony w 1997 roku przez trzech muzyków: Linę Rafn, Pawa Lagermanna i Sørena Haarha. W 1998 ukazał się debiutancki album grupy pt. Infernal Affairs oraz pierwsza płyta z remiksami – Remixed Affairs. Dwa lata później ze składu formacji odszedł Haarh, a duet wydał swój drugi krążek studyjny pt. Waiting for Daylight. W 2001 roku ukazała się nowa wersja krążka pt. Muzaik, którą promował m.in. singiel „You Receive Me”, wykorzystany jako utwór przewodni duńskiej wersji formatu Big Brother.

### 2004–2007: Przełom,From Paris to Berlin
W maju 2004 roku ukazał się trzeci album studyjny zespołu pt From Paris to Berlin, który promowany był m.in. przez singiel pod tym samym tytułem. Utwór zyskał międzynarodową popularność, trafiając na czołowe miejsca list przebojów m.in. w Niemczech, Irlandii, Wielkiej Brytanii, Belgii czy na Węgrzech. Numer był jedyną piosenką duńskiego artysty, która otrzymała nominację do wygrania statuetki podczas ceremonii Nordic Music Awards 2005. Z okazji Mistrzostw Świata w Piłce Nożnej w 2006 roku, duet postanowił przearanżował utwór, zmieniając jego tekst oraz tytuł na „From London to Berlin”. Nowa wersja spowodowała, że singiel był szóstym najchętniej kupowanym utworem w Wielkiej Brytanii. Kolejnym singlem wydanym na rynku brytyjskim był utwór „Self Control”, będący coverem piosenki włoskiego wokalisty Rafa z 1983 roku. Dyskotekowa wersja wykonana przez Infernal trafiła na 18. miejsce na krajowych listach przebojów oraz na 14. miejscu w Irlandii. Z powodu nagrania podobnej wersji przez hiszpańską wokalistkę Sorayę Arnelas, zespół nie wydał singla w Hiszpanii. Zamiast tego, grupa umieściła na tamtejszym rynku kawałek „Ten Miles”, który w listopadzie 2006 roku podbił krajowe listy przebojów.
Trzecim singlem z płyty From Paris to Berlin miał zostać utwór „I Won't Be Crying”, który nie znalazł się na standardowej wersji albumu. Utwór został wydany na rynku europejskim oraz spotkał się z dużym zainteresowaniem słuchaczy, zajmując m.in. 5. miejsce na polskich listach przebojów. Piosenka została umieszczona na re-edycji płyty, która ukazała się 28 maja 2007 roku. Nowa wersja krążka ukazała się w Europie oraz Azji i zawierała dodatkowe dwa utwory, a japońska edycja została wzbogacona także o płytę DVD.

### Od 2008:Electric Cabaret,Fall from Grace,Put Your F**king Hands Up
W sierpniu 2008 roku ukazała się kolejna płyta Infernal pt. Electric Cabaret. Pierwszym singlem z albumu został utwór „Downtown Boys”, którego premiera odbyła się w duńskim programie Boogie Prisen. Piosenka trafiła na drugie miejsce krajowych list przebojów oraz na szczyt krajowej listy airplay. W czerwcu kolejnego roku Rafn ogłosiła, że wraz z Lagermannem pracuje nad materiałem na nowy krążek, który miałby się ukazać w 2010 roku. W listopadzie wokalista przyznał, że współautorem kilku piosenek z płyty został Thomas Troelsen, odpowiedzialny także m.in. za kawałek „Dead or Alive” z albumu Electric Cabaret. W maju 2010 roku ukazał się pierwszy singiel z nowej płyty pt. Fall from Grace – „Love Is All...”, a we wrześniu – „Alone, Together”. W pierwszym tygodniu od premiery, płyta została sprzedana w zaledwie 1 850 egzemplarzy w Danii.
W 2013 roku zespół wydał swój siódmy album studyjny pt. Put Your F**king Hands Up oraz płytę kompilacyjną De første fra Infernal.

## Dyskografia

### Albumy studyjne
- 1998: Infernal Affairs
- 2001: Waiting for Daylight
- 2001: Muzaik
- 2004: From Paris to Berlin
- 2008: Electric Cabaret
- 2010: Fall From Grace
- 2013: Put Your F**king Hands Up

### Albumy z remiksami
- 1998: Remixed Affairs

### Albumy kompilacyjne
- 2005: Kalinka
- 2013: De første fra Infernal